# Landsmannschaft Vitebergia Halle
Die Landsmannschaft Vitebergia im CC zu Halle (Saale) ist eine Studentenverbindung im Coburger Convent (CC), somit farbentragend und pflichtschlagend, mit mindestens zwei von den Mitgliedern zu fechtenden Mensuren.
Die studierenden Mitglieder der Landsmannschaft Vitebergia („Aktive“) in Halle (Saale) sind an der Martin-Luther-Universität Halle-Wittenberg,
der Hochschule Merseburg (FH) oder der Hochschule für Kunst und Design
immatrikuliert. Die erfolgreiche Beendigung des Studiums ist die Voraussetzung für den Übertritt in die „Altherrenschaft“.
Aktive und Alte Herren bilden die durch den sogenannten Lebensbund verbundene Verbindung.

## Geschichte

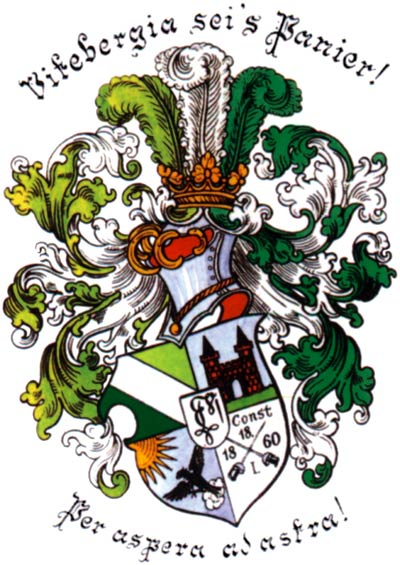
Wappen der Landsmannschaft Vitebergia Halle

Der Name Vitebergia bezieht sich auf das latinisierte Wittenberg, mit dem viele der Gründungsmitglieder vom 18. Januar 1860 verbunden waren, so dass der Name der Verbindung zuerst auch Wittenberger Klike war. Über den Gründungsort sowie die genauen Umstände ist nicht viel bekannt.
Obwohl die Gründungsmitglieder sämtlich evangelische Theologen waren, verteilten sich die Mitglieder („Wittenberger“) bald auf viele Fakultäten, was bis heute so geblieben ist. Der wissenschaftliche Verein wurde 1867 an der Königlich Vereinigten Friedrichs-Universität offiziell eingetragen und „Freundschaft, Geselligkeit, Sittlichkeit und Wissenschaftlichkeit“ als wesentliche Zwecke genannt. Vom 13. Juli 1867 bis 1868 gehörte die Vitebergia dem Waltershäuser Verband an. Sie war 1881 Gründungsmitglied des Gothaer Ersten-Conventes, aus dem sie 1883 jedoch wieder austrat. 1883 bezeichnete sich Vitebergia in einer Mitteilung an den Senat der Universität erstmals als Landsmannschaft. Aufgrund von Streitigkeiten zwischen Aktiven und Alten Herren über die Ausrichtung der Verbindung wurde Vitebergia Ende des Sommersemesters 1883 suspendiert und erst Ende 1897 wieder als Landsmannschaft Vitebergia aktiviert. Sie trat dann in die Deutsche Landsmannschaft ein. Damit begann eine sehr erfolgreiche Phase der Vitebergia in Halle (Saale), die 1906 ihren Höhepunkt in dem Kauf des Wittenberger Hauses in der Heinrichstr. 18 (heute Martha-Brautzsch-Str. 18) fand.
Im Ersten Weltkrieg hatte zwar auch Vitebergia große Verluste zu beklagen, dennoch wurden die Jahre zwischen den Weltkriegen eine Blütezeit. Dazu beigetragen hat das soziale Engagement mit preiswerten Studentenzimmern, Mittagessen etc. Im Dritten Reich wurden die Studentenverbindungen nach und nach verboten bzw. in Kameradschaften umgewandelt, da das Demokratieprinzip der Verbindungen als zentraler Baustein des Selbstverständnisses in keiner Weise mit dem Führerprinzip der Nationalsozialisten zu vereinbaren war.
Das Dritte Reich markiert damit den Beginn einer Phase, in der Vitebergia nicht in Halle präsent war – nach dem Sommersemester 1936 wurde Vitebergia suspendiert und konnte erst nach 56 Jahren, 1991, wieder aktives Verbindungsleben in Halle (Saale) organisieren.
Die Wiederbegründung Vitebergias im Januar 1991 erfolgte durch die Landsmannschaft Gottinga zu Göttingen, mit der Vitebergia seit 1873 ein Freundschaftsverhältnis unterhält und mit der sie vom 3. Januar 1953 bis zum 19. Januar 1991 verschmolzen war. Gottinga löste mit der Wiedergründung Vitebergias im Mai 1991 nach 38 Jahren gemeinsamer Existenz während der Zeit der deutsch-deutschen Teilung ihre im Verschmelzungsvertrag von 1953 gegebene Zusicherung ein, sich für die Wiederaufmachung einer Aktivitas der Vitebergia in Halle einzusetzen, sobald es die politischen und die hochschulpolitischen Verhältnisse in Mitteldeutschland zuließen.

## Freundschaftsverhältnisse

### Landsmannschaft Gottinga zu Göttingen
Das Freundschaftsverhältnis zur Landsmannschaft Gottinga besteht seit 1873. Es entstand aus dem im 19. Jahrhundert auftretenden Bestreben der Verbindungen nach Gleichberechtigung der Studierenden gegenüber den Corps, das durch das gemeinsame Wirken beider Bünder in den sog. Blasenconventen der Universitäten Göttingen, Halle und Jena seinen Ausdruck fand.
In der Zeit der deutsch-deutschen Teilung  war Vitebergia von 1953 bis 1991 mit Gottinga verschmolzen.

### Landsmannschaft Hansea auf dem Wels zu München
Das Freundschaftsverhältnis mit der Landsmannschaft Hansea auf dem Wels zu München geht zurück auf deren Ursprungsbund Hansea München. Nachdem sich der „Freundschaftsbund“ mit den Landsmannschaften Alsatia Berlin (heute bei Landsmannschaft Preußen Berlin) und der Landsmannschaft Vitebergia formiert hatte, schloss sich die Landsmannschaft Hansea am 6. Juni 1927 diesem Kartell an. Allerdings trat Alsatia Berlin 1932 wieder aus dem Freundschaftsbund aus, offenbar kam man mit diversen Sitten und Gebräuchen in Halle und München nicht zurecht. Den Freundschaftsbund kann man im Anschluss als ruhend bezeichnen, auf dem Pfingstkongress 1991 wurden die Gemeinsamkeiten wiederentdeckt, und das Freundschaftsverhältnis in der Folge auch offiziell wieder ausführlich gepflegt.

### Landsmannschaft Slesvico-Holsatia vereinigt mit Landsmannschaft Cheruscia zu Kiel
Seit dem 23. Januar 2016 besteht ein Freundschaftsverhältnis mit der Landsmannschaft im CC Slesvico-Holsatia vereinigt mit Landsmannschaft Cheruscia zu Kiel.

## Bekannte Mitglieder
- Friedrich Robert Kretschmann (1858–1934), Professor und Geheimrat in Magdeburg, Begründer der HNO-Klinik Magdeburg
- Paul Trautmann (1881–1929), 1917 bis 1925 Oberbürgermeister der Stadt Frankfurt (Oder) und von 1925 bis 1929 Oberbürgermeister Braunschweigs, Ehrenmitglied der Kleist-Gesellschaft